# بيتسي شيريدان
بيتسي شيريدان (بالإنجليزية: Betsy Sheridan)‏ (1758 - 1837)؛ كاتِبة وروائية بريطانية.